# Євангелічна лютеранська церква Америки
Євангелічна лютеранська церква Америки або Євангелічна лютеранська церква в Америці (англ. англ. Evangelical Lutheran Church in America; ELCA) —  американська християнська протестантська церква, найбільша лютеранська деномінація в США. Чисельність парафіян становить 2,9 млн осіб. Штаб-квартира ЄЛЦА знаходиться в Чикаго (штат Іллінойс). Очолюється головуючим єпископом (з 2013 — Елізабет Ітон).
Є однією з мейнстрім-прогресивних церков у США, приймаючи секулярне християнство, теїстичний еволюціонізм, історичну біблійну критику, урівняння прав жінок та прав ЛГБТ.